# Heshen

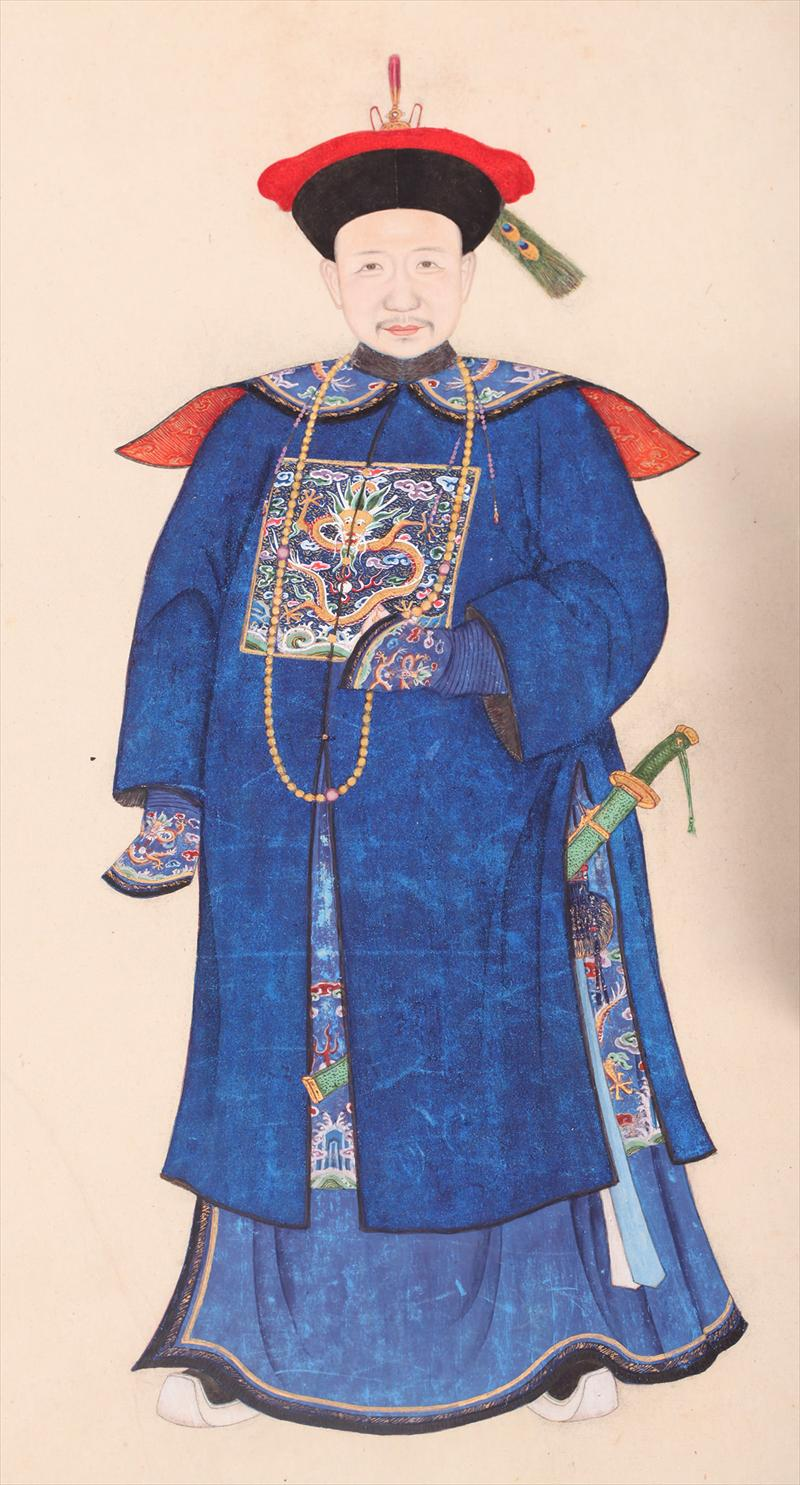
Heshen

Heshen (1750 – 1799) was vanaf ongeveer 1777 de belangrijkste adviseur en vertrouweling van de Chinese keizer Qianlong (1711-1799). In  de Chinese historiografie wordt hij vanaf begin negentiende eeuw als de grootste schurk en bedrieger in de geschiedenis van het keizerrijk beschreven.
Heshen was de zoon van een officier binnen het vendelsysteem van de Mantsjoes. Vanaf 1772 diende hij als paleiswacht. In 1775 trok hij de aandacht van Qianlong. Over die gebeurtenis worden in de geschiedschrijving meerdere versies verteld. De meest voorkomende versie is dat Qianlong in Heshen een gelijkenis meende te herkennen met het uiterlijk van een dame die hij in zijn jeugd het hof had gemaakt.

## De rol en opkomst van Heshen
Qianlong benoemde Heshen binnen twee jaar op meer dan twintig  belangrijke functies in de bureaucratie, zoals die van het ministerie dat verantwoordelijk was voor de belastinginning, Groot Kanselier van het Strategisch Bureau (een kernkabinet) en de Dienst verantwoordelijk voor het management van de keizerlijke hofhouding. In 1780 huwde zijn zoon de favoriete dochter van Qianlong waarmee beide families met elkaar werden verbonden.  In zijn functies had Heshen onbeperkte toegang tot de keizer en wist een enorme invloed op hem uit te oefenen. Systematisch wist hij de gunsten van de keizer voor zijn eigen voordeel te benutten.
Heshen creëerde een immens netwerk van patronage en cliëntelisme. Hij creëerde op alle niveaus van de administratie en bestuur vormen van afpersing, corruptie en verduistering. Er kon in het rijk nauwelijks een benoeming tot een functie bij de overheid plaatsvinden zonder  een bijdrage aan het netwerk van Heshen. Toestemming tot noodzakelijke projecten op het gebied van bijvoorbeeld infrastructuur konden niet gestart worden zonder aanzienlijke giften aan de betrokkenen in het netwerk van Heshen.
Dat betekende dan ook dat kritische taken van de overheid steeds minder werden uitgevoerd. Naast de reguliere bestuurlijke organisatie had de Qing-dynastie een aantal overheidsorganen gecreëerd, die belast waren met taken zoals het onderhoud aan de infrastructuur rond de Gele Rivier, het Grote Kanaal, de productie en distributie van graan en zout. Enorme sommen die bestemd waren voor die taken kwamen via patronage bij Heshen terecht.
In 1796 brak de opstand van de Witte Lotus uit. Het bedwingen van die opstand werd de verantwoordelijkheid van Heshen. De feitelijke uitvoering was in handen van Helin, zijn jongere broer. Na een paar jaar waren de meeste opstandelingen gedood, gevangengenomen of hadden de strijd gestaakt. Een deel van de troepen waren huursoldaten en de geregelde troepen ontvingen extra bonussen voor hun aanwezigheid daar. De militaire commandanten, onderdeel van het netwerk van Heshen, hadden dus aanzienlijke financiële belangen bij het voortzetten van de strijd en wisten dat te bewerkstelligen.

## De val van Heshen
Aan het hof was bekend dat Heshen zich op dubieuze wijze verrijkte. Openlijke kritiek bleef echter uit. Door zijn nauwe positie met de keizer kon een aanval op Heshen worden gezien als een aanval op het beleid van de keizer.
Qianlong was in 1796 afgetreden en formeel opgevolgd door zijn zoon Jiaqing. Qianlong bleef echter feitelijk de macht uitoefenen. Jiaqing begon wel vanaf 1796 enig inzicht te krijgen in de praktijk van het handelen van Heshen. Hij was echter niet in staat daar tegen op te treden. Qianlong overleed op 7 februari 1799. Enkele dagen later liet Jiaqing Heshen arresteren. Hij werd veroordeeld tot de dood door duizend sneden, die Jiaqing later omzette door hem een opdracht tot zelfmoord te geven.
Onderzoek bracht aan het licht dat Heshen op het moment van zijn dood een groot vermogen had vergaard. Zijn hoofdverblijf telde 730 kamers en zijn tweede woning nog eens 620. Hij had verder veel land in zijn bezit, belangen in diverse banken en bedrijven en kisten vol met goud en zilver. Zijn vermogen werd geschat op 800 miljoen zilveren tael, maar een meer realistische schatting was 80 miljoen tael. Zelfs bij deze lage schatting was hij ongeveer even rijk als de keizer.
Het was gebruikelijk dat iedere Chinese keizer zijn termijn aanving met een periode van yanli. In die periode waren enige  kritiek en vooral suggesties voor toekomstig beleid welkom. Gedurende die periode vernam Jiaqing voor het eerst de enorme omvang en schaal van het netwerk van Heshen. Het werd duidelijk dat vrijwel het gehele bestuur en bureaucratie hierdoor onherstelbare schade had opgelopen. Jiaqing werd voor een dilemma gesteld. Hij kon de gehele bureaucratie op alle niveaus zuiveren dan wel kiezen voor het tot voorbeeld maken van een aantal zondebokken en de rest een boete of reprimande geven. Hij koos voor het laatste. Sommige  historici hebben die keus van Jiaqing laf genoemd en gesteld dat dit een van de omslagpunten was die geleid heeft naar een verder verval van de dynastie. Er zijn echter ook historici van opvatting dat de noodzaak van toch enige bestuurlijke continuïteit maakte dat Jiaqing op dat moment geen andere keus kon maken.